# 천안부원부인
천안부원부인 임씨(天安府院夫人 林氏, 생몰년 미상)는 고려의 초대 왕인 태조 왕건의 제11비이다.

## 생애
경상도 경주 출신이며, 경주 임씨 임언의 딸이다. 임언은 강주(康州, 지금의 경상남도 진주시) 출신으로, 태수를 지냈으며 927년(태조 10년) 2번에 걸쳐 후당에 사신으로 다녀온 적이 있는 인물이다. 《고려사》〈열전〉에는 이러한 그녀의 출신과, 효성태자와 효지태자를 낳았다는 내용만을 기록하고 있다.
한편 그녀가 경주 출신임에도 천안부원부인(天安府院夫人)이라는 호를 가지게 된 것에 대해, 고려대학교의 이정란은 논문 《태조비 천안부원부인과 천안부》을 통해 “태조 왕건이 당시 지역 토착 세력이 없던 천안 지역을 왕실의 주요 지역 기반으로 삼고자 하는 의도에서, 천안부원부인 소생의 자녀들에게 천안을 본거지로 삼게 했던 것.”이라고 주장했다. 실제로 그녀의 아들들은 “천안낭군”이라는 별칭으로 불리기도 하였다. 한편 또다른 일부 학자들은 천안부원부인의 아버지인 임언이 천안 지역의 태수를 지냈을 것으로 추측하기도 한다.
남편 태조와의 사이에서 아들 둘(효성태자, 효지태자)를 낳았다. 장남 효성태자는 정종의 딸과 결혼하였으나 후사가 없었고, 경종 때 실시된 복수법의 여파로 살해당했다. 차남 효지태자는 사서에 이름이 기록되지 않았으며, 역시 후사가 없었다.
호는 천안부원부인(天安府院夫人)이며, 생몰년이나 능에 대한 기록은 남아있는 것이 없어 자세히 알 수 없다.

## 가족 관계
- 아버지 : 임언(林彦)
- 어머니 : ?

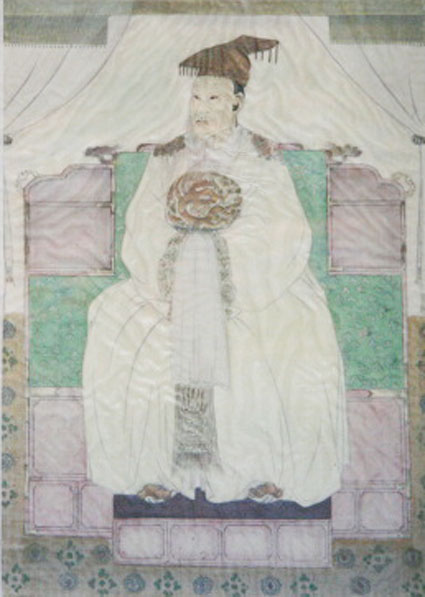
남편 태조 왕건

  - 남편 : 제1대 태조(太祖, 877~943 재위: 918~943)
    - 장남 : 효성태자 주림 (孝成太子 珠琳, ? ~ 976년) - 정종과 문성왕후의 딸과 결혼[8]
    - 차남 : 효지태자 (孝祗太子, 생몰년 미상)